# ダイリチウム
ダイリチウム（dilithium、ディリチウム）は、アメリカのSFテレビドラマ『スタートレック』シリーズに登場する架空の物質。精製したダイリチウム結晶室を宇宙艦のワープコア（エンジン）内に設置する。原石は希少性の高い鉱物で、外観は透明な結晶体で岩塩に似ている（『スタートレック：ディスカバリー』では深紅のクリスタル）。低速ワープしかしない艦には不必要であるが、高速ワープで恒星間宇宙を長距離航行する艦のワープエンジンには必要不可欠な物質であり、スタートレック劇中でも耳にする機会の多い単語である。スタートレック劇中では22世紀から頻繁に利用されている物質であるが、亜空間成分を含むとされ、32世紀においても人工的に合成することができない。

## 概要
ダイリチウムは宇宙艦のエンジンであるワープコア（物質・反物質反応炉）に設置され、エンジンパワーを強化するために利用される。
通常の物質は反物質と触れた瞬間に対消滅反応を起こし大爆発を起こすが、ダイリチウムは特定条件下で反物質と対消滅反応を起こさない数少ない物質の一つである。そのためダイリチウム結晶室をワープコア中央部に収束レンズとして設置することで、対消滅反応で得られた膨大なプラズマを、より強力な高密度ワーププラズマに精製することができる。この技術により得られた高密度ワーププラズマをワープコイルに注入することで、宇宙艦はダイリチウム未設置状態とは比較にならないワープ速度を出すことが可能となる。　
22世紀の初期宇宙艦隊の時代、一般的な輸送船の最大速度は旧ワープ1.4（光速の3倍）であった。しかし当時の最先端であるNX級宇宙艦のワープ5エンジンには未成熟な技術ながらすでにダイリチウムが使用されており、最大で旧ワープ5（光速の125倍）の速度をごく短時間出すことが可能であった。ワープコアの技術の発展によりワープ速度は飛躍的に増していき、23世紀のコンスティテューション級宇宙艦では最大で旧ワープ9（光速の729倍）、24世紀のイントレピッド級宇宙艦にいたっては巡航速度でワープ8（光速の1024倍）、最大でワープ9.975（光速の5754倍）もの速度を出すことが可能となる。
ただしダイリチウムは消耗品である。ワープコア内部で反物質反応に晒され続けたダイリチウムは徐々に摩耗していき、同時に副産物のトライリチウムを生んでしまう。トライリチウムは毒性が強く、また不安定な物質で常に爆発の危険がある。そのためワープコアは定期的にトライリチウム除去清掃を行わねばならず、トライリチウム運搬には抑制装置のついた専用の格納容器を必要とする（TNG144話「謎の潜入者」）。ロミュラン帝国はトライリチウムを核反応抑止剤として利用する研究をしているが、惑星連邦やクリンゴン帝国ではされていない（劇場版第7作「ジェネレーションズ」）。
なおダイリチウムはあくまでワープエンジンを強化する素材であって、ワープドライブそのものに必須というわけではない。惑星連邦宇宙艦隊やクリンゴン帝国の宇宙艦のワープコアには頻繁に用いられている技術であるが、惑星連邦であっても長距離恒星間移動をする必要がないような艦にはあまり搭載されない。24世紀のロミュラン帝国では人工ブラックホールをワープコアの動力源としていた。またデルタ宇宙域の一部においては、ダイリチウムの存在は知っていても別の技術でワープコアを動かしていたり、近縁物質であるパラリチウムを使用する艦も存在する（VOY45話「地獄星からの脱出」）。
ダイリチウムがワープパワーを強化する効果は非常に高く、U.S.S.ヴォイジャーNCC-74656はデルタ宇宙域深部で新しい型のダイリチウムを発見した時、ワープ10（無限大の速度）が実現できると考え、ワープの限界を超えた「トランスワープ」の実験を行った（VOY31話「限界速度ワープ10」）。劇場版第4作「故郷への長い旅」ではワープパワーを最大にしたスリングショット（太陽を旋回）で1986年のサンフランシスコにタイムスリップしたジェイムス・T・カーク提督らは、利用したクリンゴン艦のダイリチウムが消耗してそのままでは帰還のためのワープパワーが出せないことを知り、停泊中の原子力空母「USSエンタープライズ」の原子炉にダイリチウムを再生するための光子エネルギーを採取しにいくことになる。

## 希少性
ダイリチウムは一部の惑星や星雲でしか産出されない貴重な鉱物であり、すべての惑星や星雲で産出されるわけではない。「希少かつ有用な消耗品」である上に、レプリケート（エネルギーを使って物質を作り出す技術）することもできないため、ダイリチウムがしばしば通貨代わりとして商取引に用いられる場面もある。スタートレック世界を舞台にしたMMORPG『Star Trek Online』では、プレイ中に入手できるダイリチウム鉱石を精錬したダイリチウム結晶が、生産システムの原材料だけではなく、各種アイテムを購入する通貨としても用いられ、課金ゲーム内通貨「ZEN」との「両替」さえ可能である。
劇中ではクリンゴン帝国の流刑惑星ルラ・ペンテでは囚人を使ってダイリチウムの発掘を行い（劇場版第6作「未知の世界」）、またロミュラン帝国においてはロミュラス星の隣のレムス星に大規模なダイリチウム鉱山が存在し、奴隷階級のレムス人に過酷な労働を強いている（劇場版第10作「ネメシス」）。デルタ宇宙域での漂流で孤立無援となったU.S.S.ヴォイジャーNCC-74656は艦内にダイリチウム精製施設を作り、航路上において機会があればシャトルクラフトを派遣してダイリチウムを探しまわる（VOY5話「盗まれた臓器」、134話「虐殺の記憶」、154話「偽りのナイチンゲール」等）。デルタ宇宙域にてダイリチウムを産出する中世文明レベルの惑星においてもダイリチウムは「冬の涙」と呼ばれる貴重な宝石で、権力者しか手にすることができなかった（VOY142話「ヴォイジャーの神々」）。『スタートレック：ディスカバリー』ではポール・スタメッツ大尉が「ダイリチウムの採掘でたくさんの星がダメになった」と語っており、自然破壊という観点からも問題は根深い。
惑星連邦においては時間冷戦の終わる30世紀あたりでダイリチウムの枯渇が深刻化。ダイリチウムを利用しない新ワープの研究がされたが失敗し、さらに31世紀に「大火」と呼ばれる災害が起き銀河規模でダイリチウムがほぼ消滅。恒星間長距離移動が難しくなった星間国家らの様相を様変わりさせた。

## 大火
『スタートレック:ディスカバリー』第30話「希望を信じるもの」では、3068年ごろに銀河規模でダイリチウムの大部分が不安定化し爆発して失われる"大火"と呼ばれる災厄が起き、惑星連邦が崩壊したと語られている。その結果、希少性はさらに増している。またこのことからダイリチウムは32世紀の世界においてもレプリケート不可能であるようである。
U.S.S.ディスカバリーにより大火の謎の解明がされると同時に、致死性放射能星雲の中の惑星で大量のダイリチウムが発見され、惑星連邦再興のための重要な資産となる。しかしそれもいずれは枯渇するため、ダイリチウムを利用しないワープ技術の研究は続く。